# آخرین پادشاهی (مجموعه تلویزیونی)
آخرین پادشاهی (به انگلیسی: The last kingdom) یک مجموعه تلویزیونی درام تاریخی بریتانیایی، اقتباس هشت بخشی از سری رمان‌های تاریخی برنارد کورن ول به نام داستان‌های ساکسون است.
سریال در ۱۰ اکتبر ۲۰۱۵ از شبکه بی‌بی‌سی آمریکایی و در ۲۲ اکتبر از شبکه بی‌بی‌سی دو انگلیس پخش شد.

## داستان
در سال ۸۷۲ میلادی قبایل بیگانه مهاجم وایکینگ با حمله گسترده به بریتانیا موفق به تصرف این سرزمین می‌گردند و تنها یکی از حاکمان آن دوران بریتانیا موفق به محافظت از قلمرو سرزمین خود دربرابر وایکینگ‌ها می‌گردد و او کسی نیست جز آلفرد کبیر پادشاه سرزمینی در جنوب غربی بریتانیا که مقاومت او و تلاشش برای شکست اقوام مهاجم سرآغاز تشکیل انگلستان به عنوان یک کشور در درون جزیره بریتانیا می‌گردد. شخصیت اصلی داستان مربوط به جنگجویی است که در فیلم با نام Uhtred of Bebbanburg (اوترد ببمبرگی) شناخته می‌شود. در طول حمله وایکینگ‌ها به بریتانیا در کودکی پدرش کشته و خود به اسارت گرفته می‌شود، پس از مدتی توسط یکی از فرماندهان وایکینگ ملقب به Ragnar the Fearless آزاد شده و به فرزندخواندگی پذیرفته می‌شود رفتار مناسب اعضای این خانواده با او و نحوه زندگی آزادانه آن‌ها او را به این خانواده نزدیک و تبدیل به یکی از آن‌ها می‌کند. اما بروز حادثه ای تلخ و دردناک همه چیز را تغییر می‌دهد…

## بازیگران
| بازیگر            | نقش              |
| ----------------- | ---------------- |
| الکساندر دریمون   | اوترد از بامبورگ |
| توماس گابریلسون   | گاتروم           |
| سایمون کونز       | ادا ارشد         |
| الیزا باترورس     | ایلس ویست        |
| ایان هارت         | بیوکا            |
| دیوید داوسون      | آلفرد بزرگ       |
| جیمز نورت کت      | آلدهلم           |
| توبی رگبو         | ایترلرد          |
| اولا ریپیس        | بلاد هیر         |
| آخترید آختریدسون  | اسوالد           |
| اد یانگر          | ادوارد مهتر      |
| تیا سوفی لوک نس   | اسکید            |
| آرناس فداراویچیوس | سیتریک           |
| پیری بامایستر     | گیزلا            |

## پیشینه تاریخی
وقایع اصلی سلطنت آلفرد بزرگ و وارثانش به خوبی ثبت شده است، و تعدادی از مردان به نام اوترد از قلعه بامبورگ حکومت کردند که مهم‌ترین آنها اوترد جسور بیش از یک قرن بعد بود.
افرادی که به عنوان «دانمارکی» شناخته می‌شوند از بسیاری از نقاط دانمارک و اطراف آن، از جمله جنوب سوئد و نروژ آمده‌اند. مورخان بر این باورند که مهاجمان دانمارکی نورثومبریا از یوتلند دانمارک، همان‌طور که در کتاب‌های کورنول ذکر شده، و همچنین برخی از جزایر دانمارک و شرق دانمارک (جنوب سوئد) آمده‌اند.
اما به‌طور کلی سریال از روی وقایع رمان به تصویر کشیده شده است.